# José Ortí y Moles
José Ortí y Moles (Valencia, 1650-Valencia, 1728) fue un poeta y comediógrafo español.

## Biografía
Nacido en 1650 en Valencia, era hijo de Marco Antonio Ortí y Ballester. Fue doctor en leyes en Valencia (1673), secretario de la diputación y regente del Libro de Memorias de la Ciudad. Fue también presidente de la Academia del Alcázar, profesor de perspectiva en diversas academias, como la de Nuestra Señora de los Desamparados-San José, la del marqués de Villatorcas y la del conde de Alcudia. Durante la Guerra de Sucesión Española, fue perseguido por filipino, defensor la causa borbónica. Entre sus comedias destacan Bayle de la justícia de amor y desdén (1680), Ayre, tierra y mar son fuego (1682) y El amor y la esperanza en palacio (1690). Compuso también obras religiosas (Oratorio sacro, 1720) música a cinco voces para el maestro de capilla Pere Rabassa y de circunstancias (Gozosa esclamación de un valenciano después de la rendición del castillo de Alicante o Triunfos del Rey nuestro Señor y obsequios de Valencia, 1710) así como romances y coplas. Además, hay poesías suyas en valenciano dispersas en ediciones de aquellos años. Falleció en 1728 en su ciudad natal.